# 欢乐时光 (2015年電影)
《欢乐时光》（Happy Hour, ハッピーアワー）是一部由滨口龙介导演制作的日本电影。

## 简介
影片讲述了四位中年女性作为多年挚友，在不同性格和观念下生活时遇到的矛盾——几个家庭在日常事件的拉扯中逐渐偏离轨道，主角们一边顾及他人的感受调整自我，一边失去重心和重新寻回自我的过程。
影片部分场景采用了几乎和实际时间同样长度的纪录片式的拍摄手法，使观众在此「真实时间」内充分代入到场景内，与主角们共同体会一段欢乐时光。这种拍摄方式也导致影片时长高达317分钟。
全片采用非职业演员进行扮演，演员是神户KIITO即兴表演工作坊的学员，三位编剧则是该工作坊的培训老师。剧本不仅是集体创作，也结合演员的特点多次修改。
影片的四位女主演，作为非职业演员首次出演，共同获得第68届洛迦诺国际电影节(2015)的最佳女演员奖。

## 获奖情况[5]
- 第68届洛迦诺国际电影节 (2015) 最佳女演员：田中幸惠 / 菊池叶月 / 三原麻衣子 / 川村莉拉
- 第68届洛迦诺国际电影节 (2015) 特别提及奖：滨口龙介
- 第68届洛迦诺国际电影节 (2015) 金豹奖（提名）
- 亚太电影奖 (2016)  最佳剧本
- 第26届新加坡国际电影节 (2015) 最佳亚洲长片（提名）
- 第26届新加坡国际电影节 (2015) 最佳导演奖